# Quantum (empresa)
A Quantum é uma marca brasileira de telemóveis estabelecida em setembro de 2015 em Curitiba, no Paraná, como uma unidade de negócios da Positivo Tecnologia. Criada pelos empreendedores Marcelo Reis, Thiago Miashiro e Vinicius Grein, atua no segmento de eletrônicos de consumo e produz smartphones baseados no sistema operacional Android.
Segundo a empresa, seu objetivo é a produção de aparelhos que levem o usuário a um "novo nível" de tecnologia, porém sem perder o foco no que considera o "preço justo". Isto influenciou a escolha do nome: Quantum vem do Latim, onde significa "Quanto", e também tem ligação com a física, segundo a empresa representa "o mínimo de energia necessária para que um átomo passe de um nível energético para outro".

## Produtos

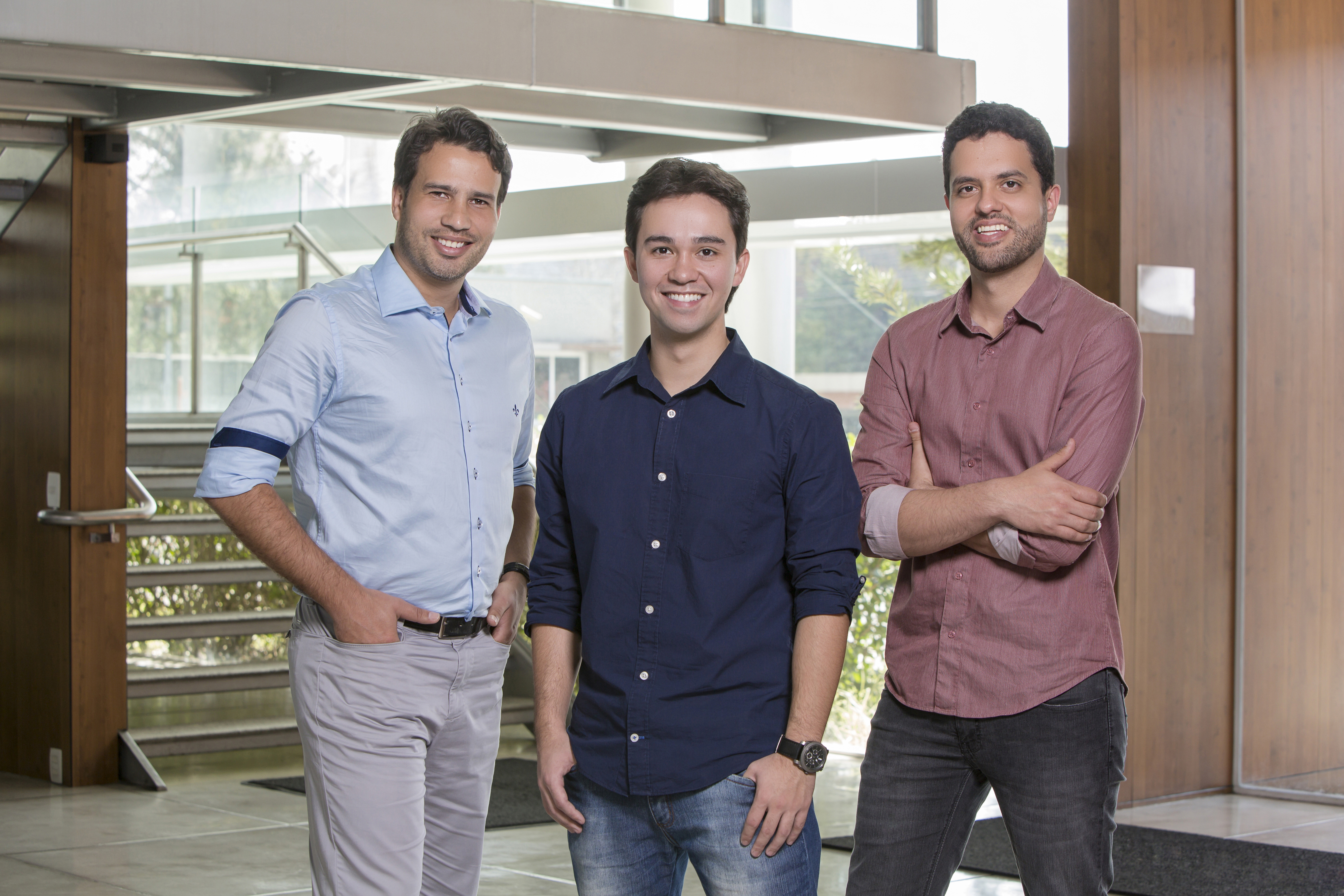
Vinícius Grein, Thiago Miashiro e Marcelo Reis

Lançado em 3 de setembro de 2015, após oito meses de desenvolvimento, o Quantum GO foi o primeiro produto da empresa. Trata-se de um smartphone Android com um processador de 8 núcleos baseado no sistema operacional Android 5.1, que compete no segmento intermediário. O aparelho foi lançado em duas versões, uma compatível com redes 3G e outra com suporte a redes 4G.
No início de 2016 o Quantum GO foi escolhido por votação entre os leitores do site AndroidPIT Brasil como o "Melhor Intermediário de 2015" na premiação AndroidPIT Awards, onde superou concorrentes como o Moto X Play, da Motorola.
Em 13 de julho de 2016 a empresa lançou sua segunda linha de smartphones, a Quantum MÜV, composta por dois  modelos. O modelo de entrada, batizado simplesmente de Quantum MÜV, tem processador Quad-Core de 1 GHz, 1 GB de RAM e câmera traseira de 13 MP.O Quantum MÜV PRO tem um processador Octa-Core de 1,3 GHz, com 2 GB de RAM e câmera traseira de 16 MP. Outras características são idênticas entre os modelos: tela HD de 5,5”, câmera frontal de 8 MP e bateria de 2.800 mAh. Ambos rodam o Android 6.0
Em 31 de agosto de 2016, às vésperas de completar seu primeiro aniversário, a Quantum lançou seu terceiro modelo, o Quantum FLY. Segundo a empresa trata-se do primeiro smartphone com um processador Deca-Core (MediaTek Helio x20) na América Latina. Apresentado pela empresa como um topo de linha capaz de competir com aparelhos como o Samsung Galaxy S6 e LG G5 SE, o Quantum FLY é um smartphone 4G Dual-SIM equipado com 3 GB de RAM, tela LCD IPS HD de 5.2”, câmera traseira de 16 MP com flash duplo, câmera frontal de 8 MP com flash, sensor de impressões digitais, bateria de 3.000 mAh e slot para cartões microSD.
Em 10 de abril de 2017, um novo aparelho intermediário veio à familia MÜV, o Quantum MÜV Up, que é composto por uma tela de 5.5 polegadas com tecnologia IPS LCD na resolução HD, processador MediaTek MT 6753 Octa-Core de 1.3 Ghz, 3 GB de RAM, câmera traseira e frontal de 13 megapixels f/2.0 e bateria de 3000 mAh.
A empresa também comercializa acessórios para seus aparelhos, como capas, películas de proteção (tanto plásticas quanto de vidro) para telas e um kit para uso veicular...Quantum V com  MediaTek MT6750, Octa-Core a 1,5 GHz memoria interna  de 64 gb e 4bg de ram  único smartphone com projetor embutido no mercado brasileiro.
Atualmente, em 01/06/2020 somente os modelos Quantum V e L são vendido na pagina oficial.

## Produção
A Quantum produz seus aparelhos no Brasil. Todos os processos, da confecção da placa de circuitos ao acabamento final dos produtos, são realizados em linhas de produção da Positivo Informática em Curitiba, no Paraná ou em Manaus, no Amazonas.